# چرتسی
latitudeچرتسیlongitudeچرتسی
چرتسی (به انگلیسی: Chertsey) یک شهرک در بریتانیا است که در انگلستان واقع شده‌است.

## خصوصیات
چرتسی ۱۵٬۹۶۷ نفر جمعیت دارد.